# Coupe de France 2006
Die Coupe de France 2006 war die 15. Austragung der Coupe de France, einer seit der Saison 1992 stattfindenden Serie von französischen Eintagesrennen. Die Fahrerwertung gewann der Franzose Lloyd Mondory vom französischen Team ag2r Prévoyance, die Teamwertung gewann die Mannschaft Bouygues Télécom.

## Rennen
| Datum         | Rennen                             | Sieger                | Führender (Fahrerwertung) |
| ------------- | ---------------------------------- | --------------------- | ------------------------- |
| 18. Februar   | Tour du Haut-Var                   | Leonardo Bertagnolli  | Leonardo Bertagnolli      |
| 19. Februar   | Classic Haribo                     | Arnaud Coyot          | Arnaud Coyot              |
| 19. März      | Grand Prix Cholet-Pays de la Loire | Christopher Sutton    | Christopher Sutton        |
| 31. März      | Route Adélie                       | Samuel Dumoulin       | Christopher Sutton        |
| 2. April      | Grand Prix de Rennes               | Paride Grillo         | Lilian Jégou              |
| 13. April     | Grand Prix de Denain               | Jimmy Casper          | Lilian Jégou              |
| 16. April     | Tro Bro Leon                       | Mark Renshaw          | Lilian Jégou              |
| 18. April     | Paris–Camembert                    | Anthony Geslin        | Lilian Jégou              |
| 22. April     | Grand Prix de Villers-Cotterêts    | Emilien-Benoît Bergès | Lilian Jégou              |
| 30. April     | Trophée des Grimpeurs              | Didier Rous           | Lilian Jégou              |
| 25. Mai       | Tour de Vendée                     | Mikel Gaztañaga       | Lloyd Mondory             |
| 30. Juli      | Polynormande                       | Anthony Charteau      | Lloyd Mondory             |
| 17. September | Grand Prix d’Isbergues             | Cédric Vasseur        | Lloyd Mondory             |
| 5. Oktober    | Paris–Bourges                      | Thomas Voeckler       | Lloyd Mondory             |

## Fahrerwertung
| Position | Fahrer                | Team               | Punkte |
| -------- | --------------------- | ------------------ | ------ |
| 1        | Lloyd Mondory         | ag2r Prévoyance    | 119    |
| 2        | Lilian Jégou          | Française des Jeux | 108    |
| 3        | Jimmy Casper          | Cofidis            | 85     |
| 4        | Philippe Gilbert      | Française des Jeux | 80     |
| 5        | Anthony Geslin        | Bouygues Télécom   | 75     |
| 6        | Aljaksandr Ussau      | ag2r Prévoyance    | 70     |
| 7        | Emilien-Benoît Bergès | Auber 93           | 68     |
| 8        | Christopher Sutton    | Cofidis            | 65     |
| 9        | Mark Renshaw          | Crédit Agricole    | 64     |
| 10       | Erki Pütsep           | ag2r Prévoyance    | 62     |

## Teamwertung
| Position | Team               | Punkte |
| -------- | ------------------ | ------ |
| 1        | Bouygues Télécom   | 108    |
| 2        | Française des Jeux | 106    |
| 3        | Crédit Agricole    | 93     |